# Isadia
Isadia è un genere estinto di pesci ossei primitivi appartenenti agli Actinopterygii (pesci con pinne raggiate), in particolare all'ordine degli Eurynotoidiformes. Il genere è noto esclusivamente da resti fossili provenienti dal Permiano superiore (Lopingiano) della Russia europea.

## Descrizione
I rappresentanti del genere Isadia presentano un muso ottuso e orbite spostate anteriormente. L'osso frontale è più del doppio in lunghezza rispetto al parietale. Il mascellare è privo di ornamentazione, con margine dorsale convesso e una placca postorbitale espansa ventralmente. I denti marginali sono grandi, allungati e multicuspidi, con 7–8 cuspidi. Erano presenti elementi dermici postorbitali e sopraorbitali. La superficie dei loro ossi dermici era decorata da grandi tubercoli. Isadia si distingue da forme simili per la dentatura dell'arcata superiore composta da denti multicuspidi. Le corone dentarie presentano fino a otto denticoli acuti, di dimensioni disuguali. Le scaglie della metà anteriore del corpo erano alte, fortemente sovrapposte, con margini posteriori seghettati. Le pinne pettorali possedevano raggi non segmentati prossimalmente e ramificati distalmente.

## Classificazione
Il genere Isadia è un rappresentante degli eurinotoidiformi (Eurynotoidiformes), un gruppo di pesci attinotterigi arcaici ma dotati di alcune caratteristiche specializzate (in particolare riguardo la dentatura).
Il genere Isadia è rappresentato da varie specie: la specie tipo Isadia suchonensis è stata descritta ufficialmente nel 1990 (sebbene già menzionata in letteratura inedita nel 1986). In passato, alcuni autori hanno ritenuto questa specie affine al genere Amblypterina, descrivendola come Amblypterina pectinata, ma successive revisioni l'hanno nuovamente attribuita al genere originario Isadia. Isadia suchonensis è nota per l'olotipo, rappresentato dall'esemplare SGU 104B/3–2a,b, comprendente la porzione anteriore del corpo con il cranio. Il fossile proviene dalla località di Mutovino (distretto di Veliky Ustyug, oblast' di Vologda), appartenente alla Formazione Poldarsa, Membro di Kichuga. L'orizzonte stratigrafico corrisponde al Permiano superiore, precisamente al Tatariano (Lopingiano inferiore), negli stadi regionali Severodviniano e Viatkiano.
Altre specie note sono Isadia aristoviensis, nota anche con il nome desueto di Amblypterina grandicostata, e Isadia arefievi, descritta nel 2015 sulla base di fossili ritrovati nel membro Komaritsa della Formazione Salarevo nella Dvina Settentrionale. Un'altra specie, descritta inizialmente come Isadia opokiensis nel 2017 sulla base di fossili di denti ritrovati nella regione di Vologda, è stata in seguito attribuita a un genere a sé stante, Vologdinia.